# قائمة المناطق في الولايات المتحدة
هذه قائمة ببعض المناطق في الولايات المتحدة. يتم تعريف العديد من المناطق في القانون أو اللوائح من قبل الحكومة الفيدرالية؛ بينما البعض الآخر يتم تعريفه من خلال الثقافة والتاريخ المشترك؛ وغيرها من العوامل الاقتصادية.

## المناطق بين الولايات

### المناطق والتقسيمات المعينة من قبل مكتب التعداد

الولايات المتحدة مكتب الإحصاء المناطق والأقسام.

يحدد مكتب الإحصاء الأمريكي أربع مناطق إحصائية، مع تسعة أقسام. تعريف "منطقة مكتب التعداد" يستخدم على نطاق واسع لجمع البيانات وتحليلها"،  وهو نظام التصنيف الأكثر استخدامًا.
- المنطقة 1: الشمال الشرقي
  - القسم 1: نيو إنجلاند (كونيتيكت، مين، ماساتشوستس، نيو هامبشاير، رود آيلاند، وفيرمونت)
  - القسم 2: منتصف المحيط الأطلنطي (نيو جيرسي ونيويورك وبنسلفانيا)
- المنطقة 2: الغرب الأوسط (قبل يونيو 1984 تم تعيين المنطقة الوسطى الغربية باعتبارها المنطقة الشمالية الوسطى.)[4]
  - القسم 3: شرق الشمال الأوسط (إلينوي، إنديانا، ميشيغان، أوهايو، ويسكونسن)
  - القسم 4: غرب الشمال الأوسط (أيوا، كانساس، مينيسوتا، ميسوري، نبراسكا، نورث داكوتا، وداكوتا الجنوبية)
- المنطقة 3: الجنوب
  - القسم 5: جنوب المحيط الأطلنطي (ديلاوير، فلوريدا، جورجيا، ميريلاند، كارولاينا الشمالية، ساوث كارولينا، فيرجينيا، مقاطعة كولومبيا، فيرجينيا الغربية)
  - القسم 6: شرق الجنوب الأوسط (ألاباما، كنتاكي، ميسيسيبي، تينيسي)
  - القسم 7: غرب الجنوب الأوسط (أركنساس ولويزيانا وأوكلاهوما وتكساس)
- المنطقة 4: الغرب
  - القسم الثامن: الجبل (أريزونا، كولورادو، أيداهو، مونتانا، نيفادا، نيو مكسيكو، يوتا، وايومنغ)
  - القسم 9: المحيط الهادي (ألاسكا وكاليفورنيا وهاواي وأوريجون وواشنطن)

لا تعد بورتوريكو والأراضي الأمريكية الأخرى جزءًا من أي منطقة للتعداد أو قسم للتعداد.

### المناطق الفيدرالية القياسية

المناطق الفيدرالية القياسية.

تم تأسيس عشرة مناطق فيدرالية موحدة من قبل مكتب الإدارة والميزانية OMB وذلك في التعميم A-105 «المناطق الاتحادية القياسية»،  في أبريل 1974، والذي تستخدمه جميع الأجهزة التنفيذية. في السنوات الأخيرة صممت بعض الوكالات هياكلها الميدانية لتلبية احتياجات البرنامج وتسهيل التفاعل مع النظراء المحليين والولائيين والإقليميين. ومع ذلك لا يزال يتعين على مكتب الإدارة والميزانية OMB الموافقة على أي مغادرة.
- المنطقة الأولى: كونيتيكت، مين، ماساتشوستس، نيو هامبشاير، رود آيلاند، فيرمونت
- المنطقة الثانية: نيو جيرسي، نيويورك، بورتوريكو، جزر فيرجن الأمريكية
- المنطقة الثالثة: ديلاوير، مقاطعة كولومبيا، ميريلاند، بنسلفانيا، فيرجينيا، فيرجينيا الغربية
- المنطقة الرابعة: ألاباما، فلوريدا، جورجيا، كنتاكي، ميسيسيبي، كارولاينا الشمالية، ساوث كارولينا، تينيسي
- المنطقة الخامسة: إلينوي، إنديانا، ميشيغان، مينيسوتا، أوهايو، ويسكونسن
- المنطقة السادسة: أركنساس، لويزيانا، نيو مكسيكو، أوكلاهوما، تكساس
- المنطقة السابعة: أيوا، كانساس، ميسوري، نبراسكا
- المنطقة الثامنة: كولورادو، مونتانا، داكوتا الشمالية، داكوتا الجنوبية، يوتا، وايومنغ
- المنطقة التاسعة: أريزونا، كاليفورنيا، هاواي، نيفادا، ساموا الأمريكية، غوام، جزر ماريانا الشمالية
- المنطقة العاشرة: ألاسكا، أيداهو، أوريغون، واشنطن

### بنوك الاحتياطي الفيدرالي

مناطق الاحتياطي الفيدرالي.

قسم قانون الاحتياطي الفيدرالي لعام 1913 البلاد إلى اثنتي عشرة مقاطعة مع بنك الاحتياطي الفيدرالي المركزي في كل منطقة. تشكل هذه البنوك الاحتياطية الفيدرالية البالغ عددها 12 بنكًا جزءًا رئيسيًا من نظام الاحتياطي الفيدرالي، النظام المصرفي المركزي للولايات المتحدة. ميسوري هي الولاية الأمريكية الوحيدة التي لديها موقعان للاحتياطي الفيدرالي داخل حدودها، حيث تنقسم بعض الولايات إلى أكثر من منطقة واحدة.
1. بوسطن
2. نيويورك
3. فيلادلفيا
4. كليفلاند
5. ريتشموند
6. أتلانتا
7. شيكاغو
8. سانت لويس
9. منيابولس
10. مدينة كانساس
11. دالاس
12. سان فرانسيسكو

### المناطق الزمنية

المناطق الزمنية الولايات المتحدة. (بعض المناطق الزمنية في الولايات المتحدة ليست على هذه الخريطة.)

- UTC − 12: 00 (جزيرة بيكر، جزيرة هاولاند)
- منطقة ساموا الزمنية (ساموا الأمريكية، جزيرة جارفيس، كينجمان ريف، ميدواي أتول، بالميرا أتول)
- منطقة توقيت هاواي – أليوتيان (هاواي، جزر أليوتيان (ألاسكا)، جونستون أتول)
- ألاسكا المنطقة الزمنية (ألاسكا، باستثناء جزر ألوتيان)
- منطقة توقيت المحيط الهادئ
- المنطقة الزمنية الجبلية
- المنطقة الزمنية المركزية
- المنطقة الزمنية الشرقية
- منطقة التوقيت الأطلسي (بورتوريكو، جزر فيرجن الأمريكية)
- منطقة شامورو الزمنية (غوام، جزر ماريانا الشمالية)
- منطقة جزيرة ويك تايم (جزيرة ويك)

### دوائر محاكم الاستئناف
- الدائرة الأولى
- الدائرة الثانية
- الدائرة الثالثة
- الدائرة الرابعة
- الدائرة الخامسة
- الدائرة السادسة
- الدائرة السابعة
- الدائرة الثامنة
- الدائرة التاسعة
- الدائرة العاشرة
- الدائرة الحادية عشر
- دائرة العاصمة

دوائر محاكم الاستئناف الأمريكية.

الدائرة الفيدرالية ليست دائرة إقليمية. اختصاصها وطني، لكن يعتمد على الموضوع.

### مكتب مناطق التحليل الاقتصادي

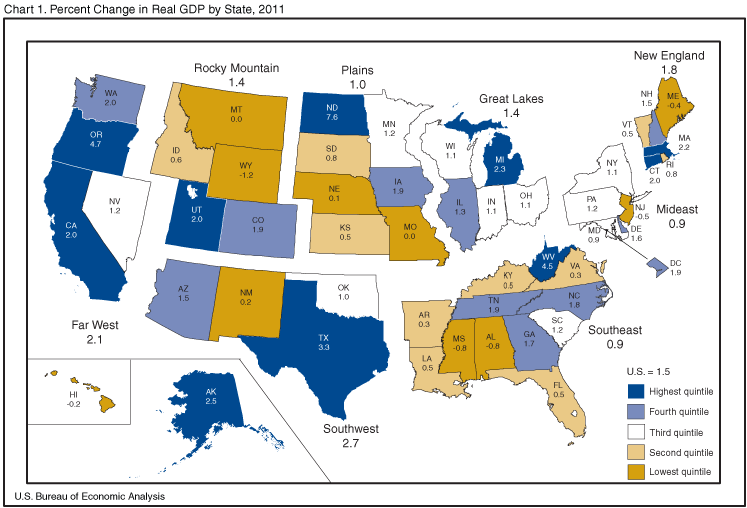
مكتب مناطق التحليل الاقتصادي.

يحدد مكتب التحليل الاقتصادي المناطق لمقارنة البيانات الاقتصادية.
- نيو انغلاند: كونيتيكت، مين، ماساتشوستس، نيو هامبشاير، رود آيلاند وفيرمونت
- الشرق الأوسط: ديلاوير، مقاطعة كولومبيا، ميريلاند، نيو جيرسي، نيويورك، بنسلفانيا
- البحيرات العظمى: إلينوي، إنديانا، ميشيغان، أوهايو، ويسكونسن
- السهول: أيوا، كانساس، مينيسوتا، ميزوري، نبراسكا، داكوتا الشمالية، وداكوتا الجنوبية
- الجنوب الشرقي: ألاباما، أركنساس، فلوريدا، جورجيا، كنتاكي، لويزيانا، ميسيسيبي، نورث كارولينا، ساوث كارولينا، تينيسي، فرجينيا، وست فرجينيا
- الجنوب الغربي: أريزونا ونيو مكسيكو وأوكلاهوما وتكساس
- روكي ماونتن: كولورادو، أيداهو، مونتانا، يوتا، وايومنغ
- الغرب الأقصى: ألاسكا وكاليفورنيا وهاواي ونيفادا وأوريجون وواشنطن

### إدارة معلومات الطاقة
تستخدم إدارة معلومات الطاقة حاليًا نظام PADD الذي أنشأته إدارة البترول للحرب في الحرب العالمية الثانية. يتم استخدامه لجمع البيانات عن تكرير البترول ومنتجاته. يتم تقسيم كل PADD إلى مناطق تكرير.
- PADD I: الساحل الشرقي
  - الساحل الشرقي: مين، نيو هامبشاير، فيرمونت، ماساتشوستس، رود آيلاند، كونيتيكت، نيو جيرسي، ديلاوير، ميريلاند، فرجينيا، نورث كارولينا، ساوث كارولينا، جورجيا، فلوريدا؛ جنبا إلى جنب مع المقاطعات في نيويورك شرق، بما في ذلك كايوجا، تومبكينس، وتشيمونج. والمقاطعات في ولاية بنسلفانيا شرق وتشمل برادفورد، سوليفان، كولومبيا، مونتور، نورثامبرلاند، دوفين ويورك.
  - الآبالاش رقم 1: ولاية فرجينيا الغربية إلى جانب مقاطعات ولاية بنسلفانيا وولاية نيويورك غير المذكورة أعلاه.
- PADD II: الغرب الأوسط
  - إنديانا - إلينوي - كنتاكي: إنديانا، إلينوي، كنتاكي، تينيسي، ميشيغان، أوهايو
  - مينيسوتا-ويسكونسن-نورث وداكوتا الجنوبية: مينيسوتا، ويسكونسن، داكوتا الشمالية، داكوتا الجنوبية
  - أوكلاهوما-كانساس-ميسوري: أوكلاهوما، كانساس، ميزوري، نبراسكا، آيوا
- PADD III: ساحل الخليج
  - ساحل خليج تكساس: مقاطعات تكسان في نيوتن، أورانج، جيفرسون، جاسبر، تايلر، هاردين، ليبرتي، تشامبرز، بولك، سان جاسينتو، مونتغمري، هاريس، جالفيستون، والير، فورت بيند، برازوريا، وارتون، ماتاجوردا، جاكسون، فيكتوريا، كالهون وRefugio وAransas وSan Patricio وNueces وKleberg وKenedy وWillacy وCameron
  - تكساس الداخلية: مقاطعة تكساس غير المذكورة أعلاه.
  - ساحل خليج لويزيانا: أبرشيات لويزيانا جنوب، بما في ذلك فيرنون، رابيدز، أفويليس، بوينت كوبيه، ويست فيليسيانا، إيست فيليسيانا، سانت هيلانة، تانجيباهو وواشنطن ؛ إلى جانب لؤلؤة ريفر وستون وجورج وهانكوك وهاريسون ومقاطعة جاكسون في ميسيسيبي ؛ وAlabama's Mobile and Baldwin County.
  - شمال لويزيانا-أركنساس: أركنساس وأجزاء من لويزيانا ومسيسيبي وألاباما غير المذكورة أعلاه.
  - نيو مكسيكو: نيو مكسيكو
- PADD IV: روكي ماونتن: كولورادو، مونتانا، أيداهو، وايومنغ، يوتا
- PADD V: الساحل الغربي: واشنطن، أوريغون، كاليفورنيا، نيفادا، أريزونا، ألاسكا، هاواي [8]

يمكن تقسيم PADD I أيضًا إلى 3 أقسام فرعية:
- Sub-PAD 1A: نيو إنجلاند (كونيتيكت، مين، ماساتشوستس، نيو هامبشاير، رود آيلاند، فيرمونت)
- Sub-PAD 1B: وسط المحيط الأطلسي (ديلاوير، ماريلاند، نيو جيرسي، نيويورك، ولاية بنسلفانيا، مقاطعة كولومبيا)
- Sub-PAD 1C: الأطلنطي الجنوبي (فلوريدا، جورجيا، كارولينا الشمالية، ساوث كارولينا، فيرجينيا، فرجينيا الغربية) [9]

### خدمة البحوث الزراعية

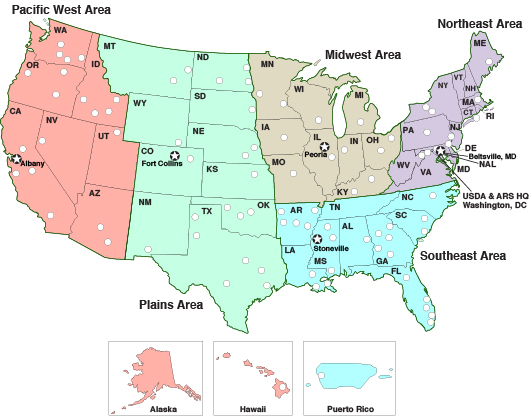
خريطة الولايات المتحدة لمناطق خدمة البحوث الزراعية الخمسة (USDA)

دائرة البحوث الزراعية (Agricultural Research Service ARS) هي الذراع البحثي لوزارة الزراعة الأمريكية. قسمت ARS أعمالها إلى خمس مناطق جغرافية:
- منطقة الغرب الأوسط
- المنطقة الشمالية الشرقية
- منطقة غرب المحيط الهادئ
- منطقة السهول
- المنطقة الجنوبية الشرقية

### خدمة المتنزهات العامة بالولايات المتحدة
تقسم خدمة المتنزهات القومية الأمريكية الولايات المتحدة إلى المناطق التالية لأغراض المتنزهات القومية الأمريكية: 
- المنطقة الشمالية الشرقية (كونيتيكت، ديلاوير، معظم ميريلاند، ماساتشوستس، مين ، نيو هامبشاير، نيو جيرسي، نيويورك، بنسلفانيا، رود آيلاند، فيرمونت، معظم فرجينيا، معظم فرجينيا الغربية)
- منطقة العاصمة الوطنية (مقاطعة كولومبيا، وبعض من ولاية ماريلاند، وبعض من ولاية فرجينيا، وبعض من ولاية فرجينيا الغربية)
- منطقة الجنوب الشرقي (ألاباما، فلوريدا، جورجيا، كنتاكي، لويزيانا، ميسيسيبي، كارولاينا الشمالية، ساوث كارولينا، تينيسي، بورتوريكو، جزر فيرجن الأمريكية)
- منطقة الغرب الأوسط (أركنساس، إلينوي، إنديانا، آيوا، كانساس، ميشيغان، مينيسوتا، ميزوري، نبراسكا، نورث داكوتا، أوهايو، داكوتا الجنوبية، ويسكونسن)
- منطقة الجبال (أريزونا، كولورادو، مونتانا، نيو مكسيكو، أوكلاهوما، تكساس، يوتا، وايومنغ)
- منطقة المحيط الهادئ (كاليفورنيا، هاواي، أيداهو، نيفادا، أوريغون، واشنطن، ساموا الأمريكية، غوام، جزر ماريانا الشمالية)
- منطقة ألاسكا (ألاسكا)

جزر الولايات المتحدة البعيدة الصغرى ليست جزءًا من أي منطقة خدمات وطنية في الولايات المتحدة.

## مناطق متعددة الولايات والأقاليم غير الرسمية
- أبالاشيا
- Ark-La-Tex
- Black Dirt Region
- Border states:
  - الولايات الحدودية
  - International border states
- Calumet Region
- The Carolinas
- إقليم الشمال الغربي الهادئ
- وسط الولايات المتحدة  [لغات أخرى]‏
- Coastal states
- هضبة كولورادو
- سهل نهر كولومبيا
- الولايات الأمريكية المتجاورة
- The Dakotas
- الجنوب العميق
- شبه جزيرة ديلمارفا
- دكسي
- Driftless Area
- الساحل الشرقي للولايات المتحدة
- شرق الولايات المتحدة
- الزوايا الأربع
- Great American Desert
- Great Appalachian Valley
- الحوض العظيم
- Great Lakes Region  [لغات أخرى]‏
- السهول الكبرى
- ساحل الخليج الأمريكي
- ساحل الخليج الأمريكي
- High Plains  [لغات أخرى]‏
- السهول الداخلية
- Intermountain States  [لغات أخرى]‏
- Llano Estacado
- إقليم الأطلسي الأوسط
- دلتا الميسيسيبي  [لغات أخرى]‏
- صحراء موهافي
- ممر المورمون
- New England
  - نيو إنجلاند
  - نيو إنجلاند
- نهر أوهايو
- الأوزارك
- إقليم الشمال الغربي الهادئ
  - إنلاند نورثويست
- ولايات المحيط الهادئ
- بالويوس
- بيدمونت
- Piney Woods
- جبال روكي
  - Southern Rocky Mountains
- Siouxland
- جنوب شرق الولايات المتحدة
- جنوب الولايات المتحدة
- جنوب غرب الولايات المتحدة
- Old Southwest
- Tornado Alley
- Trans-Mississippi
- Twin Tiers
- Upland South
- أعالي الغرب الأوسط
- Virginias
- Waxhaws
- الساحل الغربي للولايات المتحدة
- الغرب الأمريكي القديم

 هناك أيضًا مناطق متعددة المناطق:
- جزر ماريانا (جزر غوام وماريانا الشمالية)
- جزر ساموا (ساموا الأمريكية) [12]
- جزر فيرجن (جزر فيرجن الأمريكية، شرق بورتوريكو) [13]

### الأحزمة
- حزام إنجيلي
- Black Belt  [لغات أخرى]‏
- حزام الذرة
- Cotton Belt
- Frost Belt
- Pine Belt  [لغات أخرى]‏
- Rice Belt
- نطاق الصدأ
- Snowbelt
- الحزام الشمسي للولايات المتحدة الأمريكية

### المناطق الحضرية بين الولايات
- Central Savannah River Area (part of Georgia and South Carolina)
- Baltimore–Washington metropolitan area (District of Columbia and parts of Maryland, Virginia, West Virginia, and Pennsylvania)
  - المنطقة الحضرية لواشنطن  [لغات أخرى]‏ (District of Columbia and parts of Maryland, Virginia, and West Virginia)
- Greater Boston (parts of Massachusetts, Rhode Island, and New Hampshire)
- Charlotte metropolitan area (parts of North Carolina and South Carolina)
- تشاتانوغا
- Chicago metropolitan area (parts of Illinois, Indiana, and Wisconsin)
- Cincinnati metropolitan area (parts of Ohio, Indiana, and Kentucky)
- Columbus-Auburn-Opelika (GA-AL) Combined Statistical Area (parts of Georgia and Alabama)
- Delaware Valley (Philadelphia metropolitan area) (parts of Pennsylvania, New Jersey, Delaware, and Maryland)
- Evansville, IN–KY Metropolitan Statistical Area (parts of Indiana and Kentucky)
- Fargo–Moorhead (parts of North Dakota and Minnesota)
- Fort Smith metropolitan area (parts of Arkansas and Oklahoma)
- Front Range Urban Corridor (parts of Colorado and Wyoming)
- Greater Grand Forks (part of Minnesota and North Dakota)
- Hartford-Springfield (parts of Connecticut and Massachusetts)
- Kansas City metropolitan area (parts of Missouri and Kansas)
- مناطق حضرية في لويفيل  [لغات أخرى]‏ (Kentuckiana) (parts of Kentucky and Indiana)
- Memphis metropolitan area (parts of Tennessee, Arkansas, and Mississippi)
- Michiana (parts of Michigan and Indiana)
- منيابولس سانت بول (the Twin Cities) (parts of Minnesota and Wisconsin)
- منطقة العاصمة نيويورك (parts of New York, New Jersey, Connecticut, and Pennsylvania)
- Omaha–Council Bluffs metropolitan area (parts of Nebraska and Iowa)
- Portland metropolitan area (parts of Oregon and Washington)
- Quad Cities (parts of Iowa and Illinois)
- Sacramento metropolitan area (parts of California and Nevada)
- Greater St. Louis (parts of Missouri and Illinois)
- Texarkana metropolitan area (parts of Texas and Arkansas)
- Tri-Cities (parts of Tennessee and Virginia)
- الميناءان التوأم (دولوث and سوبريور)
- Hampton Roads region  [لغات أخرى]‏ (parts of Virginia and North Carolina)
- Youngstown–Warren–Boardman metropolitan statistical area (parts of Ohio and Pennsylvania)

### بين المدن الكبرى
- أريزونا صن كوريدور
- كاليفورنيا
- كاسكاديا
- بحيرات عظيمة
- شمال شرق المدن الكبرى
- بيدمونت أتلانتيك ميجاريجون (PAM)

## المناطق الداخلية وintraterory

### ألاباما

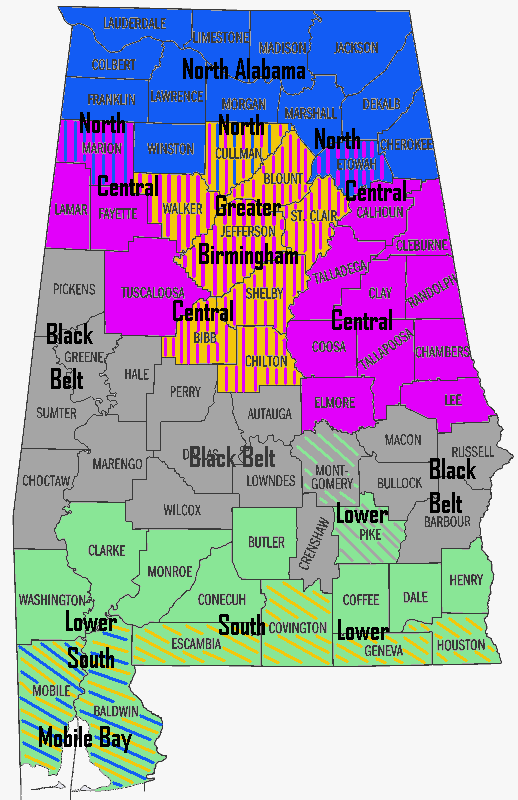
خريطة لمناطق ألاباما.

- ساحل خليج الاباما
- برمنجهام الكبرى
- حزام أسود
- ألاباما الوسطى
- ألاباما السفلى
- خليج موبايل
- شمال الاباما
- شمال شرق الاباما
- شمال غرب الاباما
- جنوب ألاباما

### ألاسكا

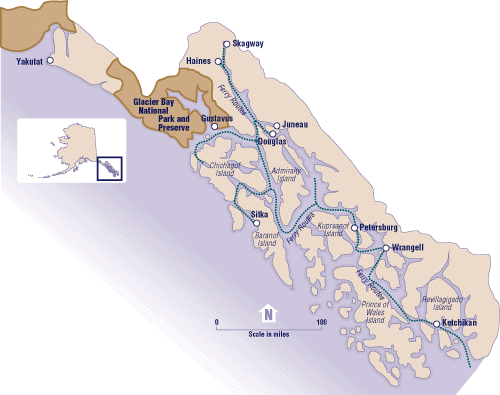
الاسكا فانهاندل.

- ألاسكا الداخلية
- منحدر ألاسكا الشمالي
- ألاسكا بانهاندل
- جزر ألوتيان
- القطب الشمالي ألاسكا
- الأدغال
- شبه جزيرة كيناي
- Matanuska-Susitna Valley
- شبه جزيرة سيوارد
- ساوث سنترال ألاسكا
- جنوب غرب الاسكا
- وادي تانا
- يوكون-كوسكوكوي دلتا

### ساموا الأمريكية

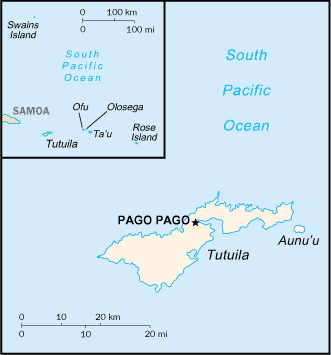
ساموا الأمريكية

- جزر مانوع
  - اوفو، أولوسيغا
  - Ta'ū
- روز أتول
- جزيرة سوينز [note 1]
- توتويلا وAunu'u

### أريزونا

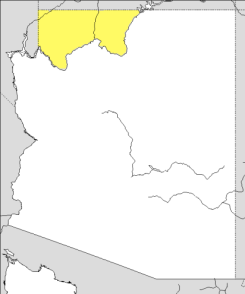
أريزونا قطاع.

- أريزونا قطاع
- جراند كانيون
- شمال وسط أريزونا
- شمال شرق أريزونا
- شمال أريزونا
- طائر الفينيق منطقة العاصمة
- جنوب أريزونا

### أركنساس
- أركنساس دلتا
- أركنساس نهر الوادي
- أركنساس تمبرلاندس
- أركنساس الوسطى
- كراولي ريدج
- شمال غرب أركنساس
- جنوب أركنساس

### كولورادو

خريطة قابلة للتوسعة لممر Front Range Urban Corridor في كولورادو ووايومنج

- كولورادو الوسطى (جزء من جبال روكي الجنوبية)
- كولورادو الشرقية السهول (جزء من السهول الكبرى والسهول الكبرى)
- كولورادو المدى الأمامي (جزء من الممر الأمامي المدى الحضري)
- حزام كولورادو المعدني (جزء من جبال روكي الجنوبية)
- كولورادو بيدمونت (تحتوي على أجزاء من الممر الأمامي المدى الحضري والسهول العالية)
- منحدر كولورادو الغربي (جزء من جبال روكي الجنوبية وهضبة كولورادو)
- منطقة دنفر أورورا الحضرية (جزء من الممر الأمامي المدى الحضري)
- جبال روكي العالية (جزء من جبال روكي الجنوبية)
- كولورادو الشمالية الغربية (جزء من جبال روكي الجنوبية)
- سان لويس فالي
- جنوب وسط كولورادو (جزء من الممر الأمامي للمدن الأمامية)
- كولورادو الجنوبية الغربية (جزء من جبال روكي الجنوبية وهضبة كولورادو)

### كونيتيكت

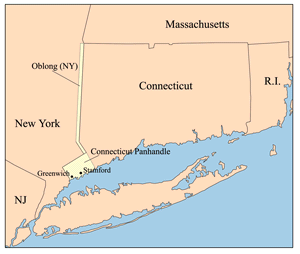
كونيتيكت Panhandle و"الأوبلونج".

هناك 14 منطقة رسمية في ولاية كونيتيكت، لكل منها حكومة إقليمية تعمل نيابة عن حكومة المقاطعة في ولاية كونيتيكت. هناك أيضًا عدد لا بأس به من المناطق غير الرسمية في ولاية كونيتيكت مع عدم وجود حكومة إقليمية.
- وادي ناوجاتوك المركزي
- كونيتيكت الساحلية
- كونيتيكت panhandle
- أكبر بريدجبورت
- نيو هافن الكبرى
- هارتفورد الكبرى
- وادي Housatonic (مشترك مع ماساتشوستس)
- ليتشفيلد هيلز
- كونيتيكت السفلى وادي نهر
- وادي نهر Naugatuck
- منطقة العاصمة نيويورك / جولد كوست
- كونيتيكت جنوب شرق
- كونيتيكت الغربية

### ديلاوير
"Upstate" أو "Up North"
- وادي ديلاوير المعروف أيضًا باسم «فوق القناة» (يشير إلى قناة تشيسابيك وديلاوير)

«أبطأ أقل»
- منطقة كيب
- كنت المركزية
- ساحل ديلاوير

### مقاطعة كولومبيا
شاهد أحياء مقاطعة كولومبيا

### فلوريدا
مناطق الاتجاه
- وسط فلوريدا
- شمال فلوريدا
- شمال غرب فلوريدا
- شمال وسط فلوريدا
- شمال شرق فلوريدا
- جنوب فلوريدا
- جنوب غرب فلوريدا

المناطق المحلية
- بيج بيند
- ساحل الزمرد
- الساحل الأول
- فلوريدا هارتلاند
- فلوريدا كيز
- فلوريدا بانهاندل
- الساحل المنسي
- الفسح
- الساحل الذهبي

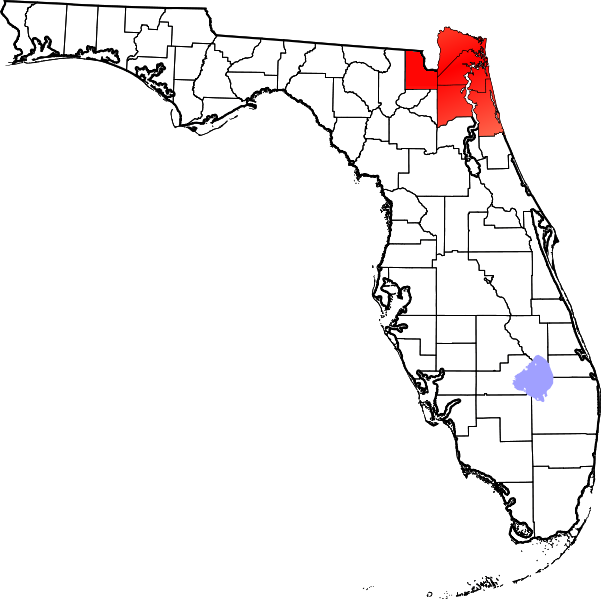
الساحل الأول.

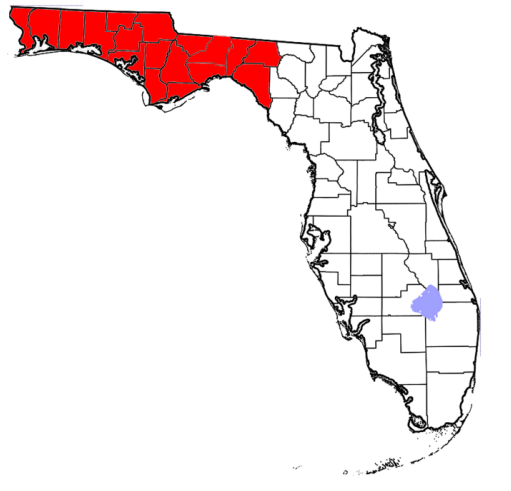
فلوريدا Panhandle.

- منطقة هاليفاكس (أيضًا Surf Coast وFun Coast)
- التلال الحمراء
- ساحل الطبيعة
- ساحل الفضاء
- سونكست
- منطقة خليج تامبا
- ساحل الكنز

### جورجيا
- اتلانتا منطقة العاصمة
- جورجيا الوسطى
- منطقة وسط سافانا ريفر
- ساحل المستعمرة
- جزر جورجيا الذهبية
- الجنوب التاريخي
- شمال جورجيا
- جبال جورجيا الشمالية (شمال شرق جورجيا)
- الأنهار الجنوبية
- جورجيا الجنوبية الشرقية
- Wiregrass المنطقة

#### مناطق فيزيوغرافية
- هضبة الآبالاش
- جبال بلو ريدج
- سهل ساحلي
- بيدمونت
- ريدج ووادي أبالاتشي

### غوام
- جزيرة كوكوس
- غوام (الجزيرة الرئيسية)
  - نقطة ريتيديان
  - تومون

### هاواي
- جزيرة هاواي (Big Island)
  - ساحل هاماكوا
  - صحراء كاي
  - ساحل كوهالا
  - ساحل كونا
  - مونا كي
  - منطقة بونا
  - Waiākea-UKÃ
- Kaho'olawe
- كاوأي
  - ساحل بالي
- Ka'ula
- اناي
- ماوي
  - هاليكالا
  - مولوكيني
  - جبال ماوي الغربية
    - وادي ياو
- Moloka'i
  - شبه جزيرة Kalaupapa
- Ni'ihau
  - Lehua

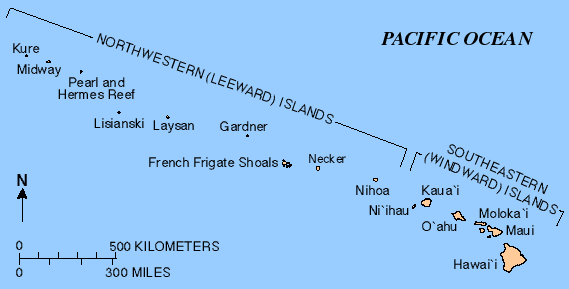
أرخبيل هاواي

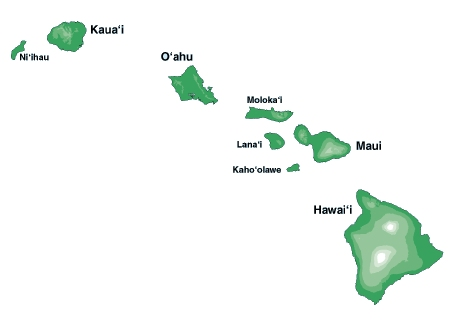
جزر هاواي الرئيسية

- جزر هاواي الشمالية الغربية [15]
  - نيهوا (موكو مانو)
  - جزيرة نيكر (موكومانانا)
  - فرقاطات فرنسية Shoals (كانيميلوها)
  - غاردنر بيناكلز (بيهونو)
  - مارو ريف (نالوكالا)
  - ليزان (كاو)
  - ليسيانسكي (بابابوه)
  - بيرل آند هيرميس (هولويكاوا)
  - كوري أتول (موكوبابا)
- أواهو
  - كاشينا بوينت
  - Makapu'u
  - الشاطئ الشمالي
  - يكيكي

### ايداهو

ايداهو فانهاندل.

- ايداهو الوسطى
- ايداهو الشرقية
- ايداهو بانهاندل
- سحر الوادي
- شمال وسط ولاية ايداهو
- بالوس هيلز
- جنوب ولاية ايداهو
- جنوب غرب ولاية ايداهو
- وادي الكنز

### إلينوي
- أسفل الأمريكية
- إلينوي الوسطى
- منطقة شامبين أوربانا
- شيكاغو منطقة العاصمة
- المناطق المجتمعية في شيكاغو
- منطقة الانجراف
- Forgottonia
- فوكس فالي
- مترو الشرق
- مترو ليكلاند
- المسالك العسكرية لعام 1812
- ميسيسيبي الغرينية سهل
- الشاطئ الشمالي
- إلينوي الشمالية
- شمال غرب إلينوي
- بيوريا، إلينوي منطقة العاصمة
- مدن رباعية
- منعطف النهر
- صخرة وادي النهر
- شاوني هيلز

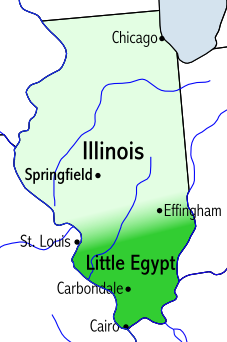
جنوب إلينوي معروف أيضًا باسم "مصر الصغيرة".

- جنوب إلينوي (أحيانًا، مصر الصغيرة)
- Streatorland
- ثلاثي الدولة المنطقة
- وادي واباش

### إنديانا

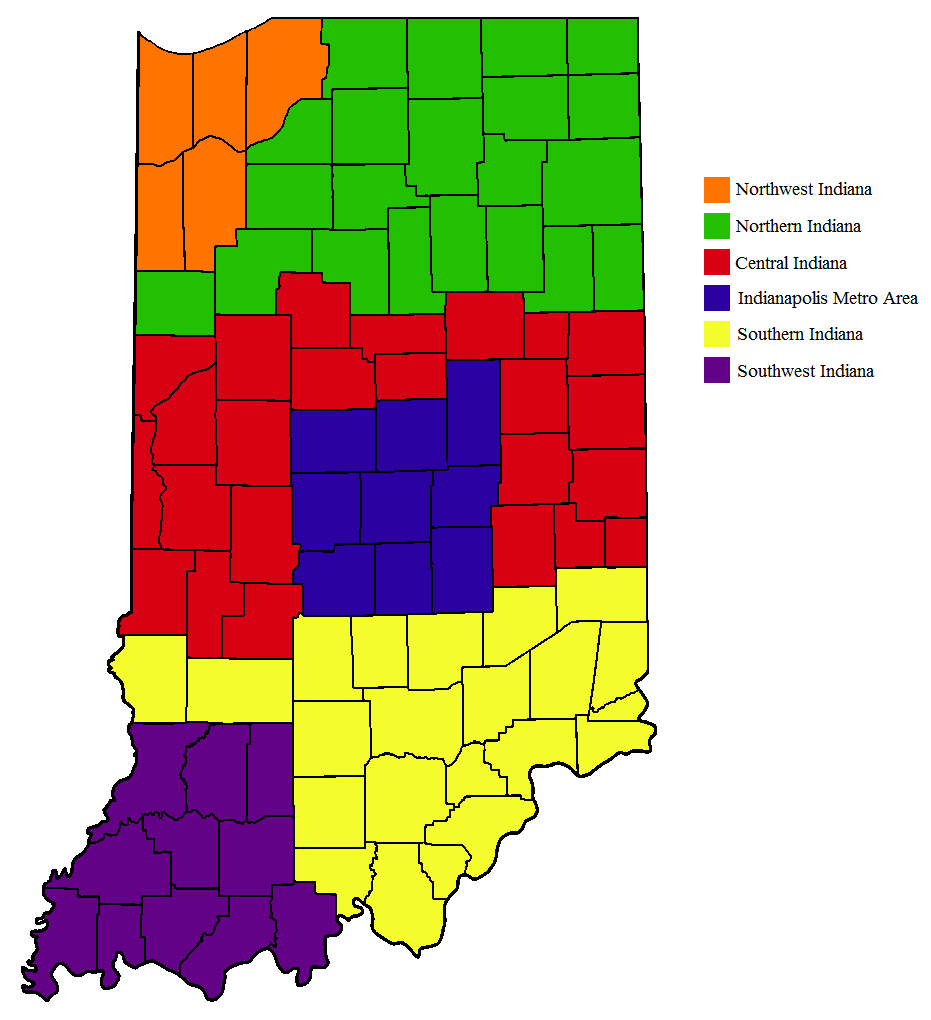
مناطق انديانا.

- شرق وسط انديانا
- منطقة انديانابوليس الحضرية
- ميشيانا
- شمال إنديانا
- شمال غرب انديانا
- جنوب إنديانا
- جنوب غرب إنديانا
- وادي واباش

### أيوا

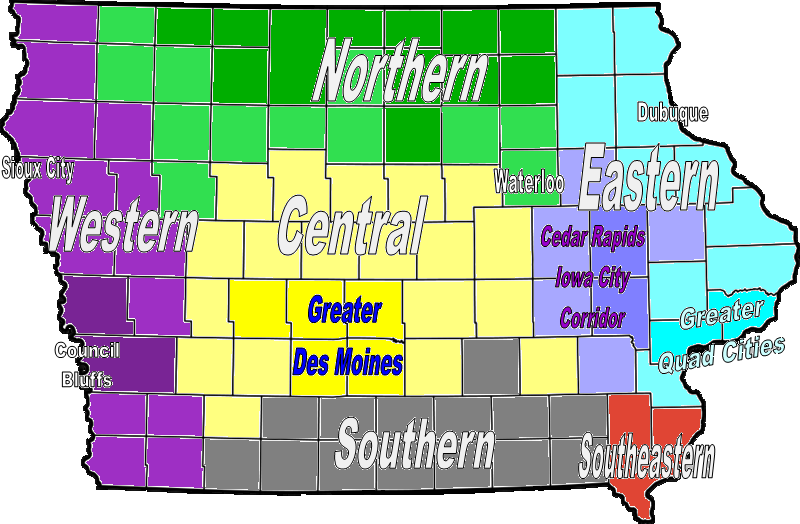
مناطق ولاية ايوا.

- Coteau des Praises
- دي موين منطقة العاصمة
- تشريح حتى السهول
- منطقة الانجراف
- طريق النهر العظيم
- عسل الأراضي
- البحيرات العظمى في ولاية ايوا
- لوز هيلز
- مجلس أوماها بلافس المتروبوليتاني
- مدن رباعية
- Siouxland

### كانساس
- شرق وسط كانساس
- فلينت هيلز
- أراض مرتفعة
- كانساس سيتي متروبوليتان المنطقة
- شمال وسط كانساس
- السهول أوساج
- أوزاركس
- التلال الحمراء
- سانتا في تريل
- سموكي هيلز
- جنوب شرق كانساس

### كنتاكي
- البلو جراس
- كمبرلاند هضبة أو حقل الفحم الشرقي
- جاكسون شراء
- كنتاكي بيند
- المقابض
- كنتاكي الشمالية
- بينيرويال بلاتو
- حقل الفحم الغربي

### لويزيانا
- أكدينا

- كاجون هارتلاند
- أبرشيات النهر

- وسط لويزيانا (Cen-La)
- أبرشية فلوريدا

خريطة لمناطق لويزيانا.

- «لويزيانا الفرنسية» (أكاديانا + نيو أورليانز الكبرى)
- نيو اورليانز الكبرى
- شمال لويزيانا

### مين
- أكاديا
- أسفل الشرق
- قمم عالية / مين هايلاندس
- كينيب فالي
- مين هايلاندس
- مين ليك البلد
- مين شمال وودز
- منتصف الساحل
- خليج بينوبسكوت
- ساحل جنوب مين
- جبال مين الغربية

### ماريلاند
- بالتيمور واشنطن العاصمة
- منطقة العاصمة
- منطقة شيسبيكا
- الشاطئ الشرقي لماريلاند
- وادي باتابسكو
- ميريلاند الجنوبية
- ميريلاند الغربية
- الشاطئ الغربي من ماريلاند

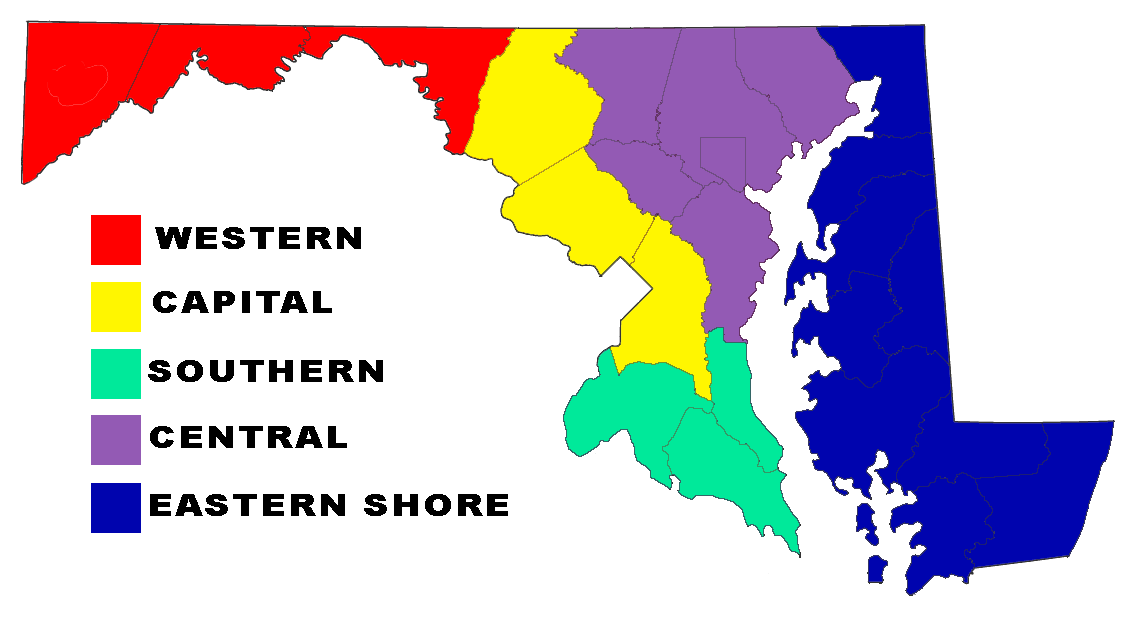
مناطق ماريلاند.

المناطق المشتركة مع الولايات الأخرى:
- جبال ألغيني
- السهل الساحلي الأطلسي
- جبال بلو ريدج
- كمبرلاند فالي
- وادي ديلاوير
- تتكون شبه جزيرة دلمارفا من الساحل الشرقي لولاية ماريلاند وفيرجينيا وكل من ديلاوير
- بيدمونت (الولايات المتحدة)
- ريدج ووادي أبالاتشي

### ماساتشوستس
- ماساتشوستس الغربية
  - بيركشاير (خريطة موضحة)
  - الوادي الهاتوني
  - بايونير فالي
  - Quabbin-Swift River Valley
- ماساتشوستس الوسطى
  - مترووست]
  - مقاطعة مونتاشوست الشمالية
  - مقاطعة الجنوب
  - وادي نهر بلاكستون
- شمال شرق ماساتشوستس
  - الشاطئ الشمالي
    - مريماك فالي
    - كيب آن

  - بوسطن الكبرى
- جنوب شرق ماساتشوستس
  - كيب كود والجزر
    - كيب كود
    - مارثا فينيارد
    - نانتوكيت

  - الساحل الجنوبي
  - ساوث شور

### ميشيغان

مناطق ميشيغان.

#### شبه الجزيرة السفلى
- ميشيغان الشمالية
  - منطقة خليج ترافيرس
  - منطقة المضيق
- وسط / منتصف ميشيغان
  - الإبهام
  - منطقة بلو ووتر
  - ثلاثي المدن
  - منطقة العاصمة
- غرب ميشيغان
  - جنوب غرب ميشيغان
  - ميشيانا
  - منطقة غراند رابيدز
- جنوب شرق ميشيغان
  - مترو ديترويت

#### شبه الجزيرة العليا
- النحاس البلد
  - جزيرة النحاس
- شبه الجزيرة الوسطى العليا
  - الولايات المتحدة 41 الممر
- شبه الجزيرة الشرقية العليا
  - منطقة المضيق
  - سو المنطقة

### مينيسوتا

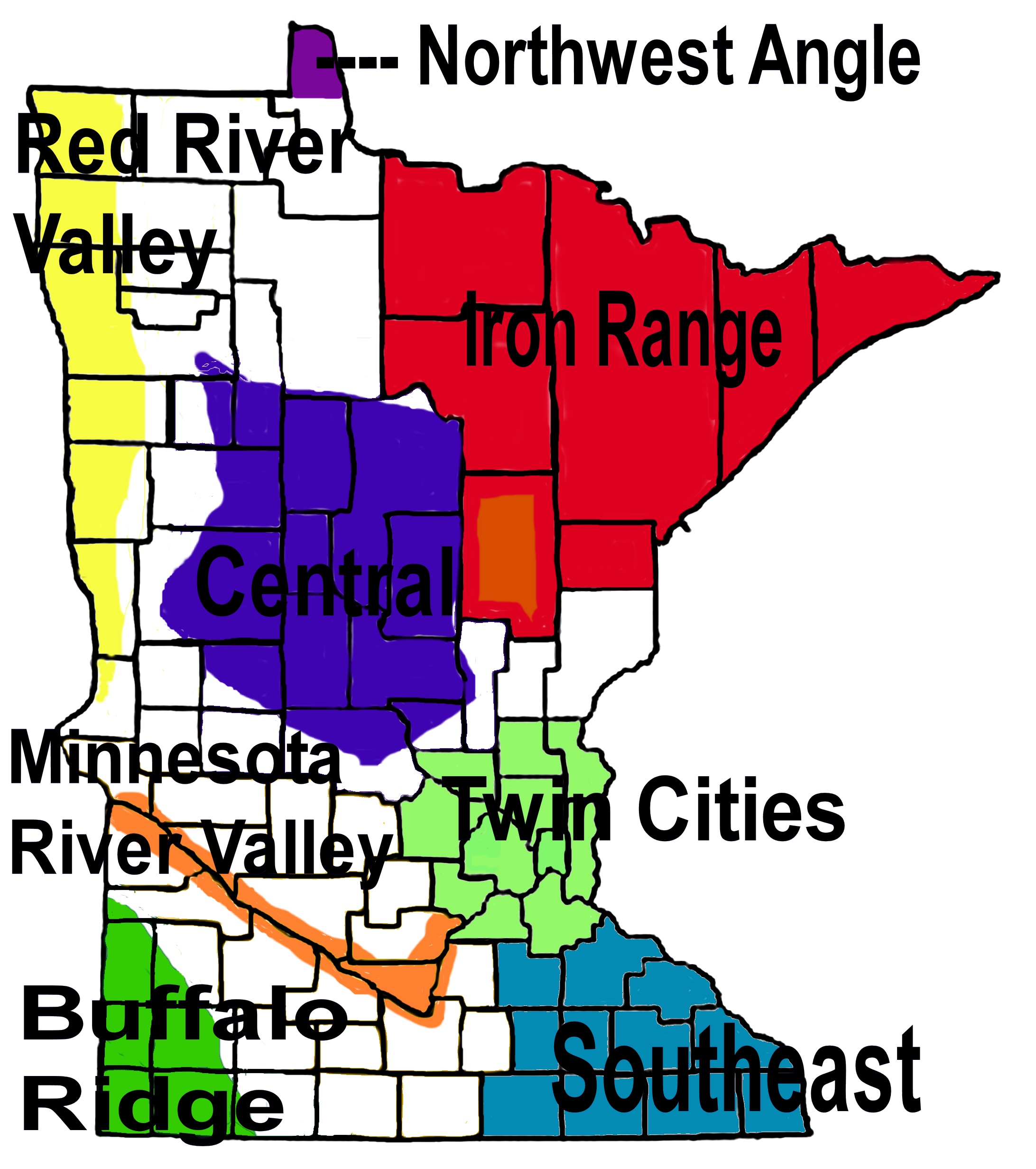
مناطق مينيسوتا.

- منطقة السهم
- مياه الحدود
- بافالو ريدج
- مينيسوتا الوسطى
- منطقة كولي
- مجموعة الحديد
- مينيسوتا ريفر فالي
- الشاطئ الشمالي
- زاوية الشمال الغربي
- Pipestone المنطقة
- وادي النهر الأحمر
- جنوب شرق مينيسوتا
- التوأم المدن المترو

### ميسيسيبي
- حزام أسود
- ميسيسيبي الغرينية سهل
- ميسيسيبي شرق ساحل الخليج عادي

### ميسوري

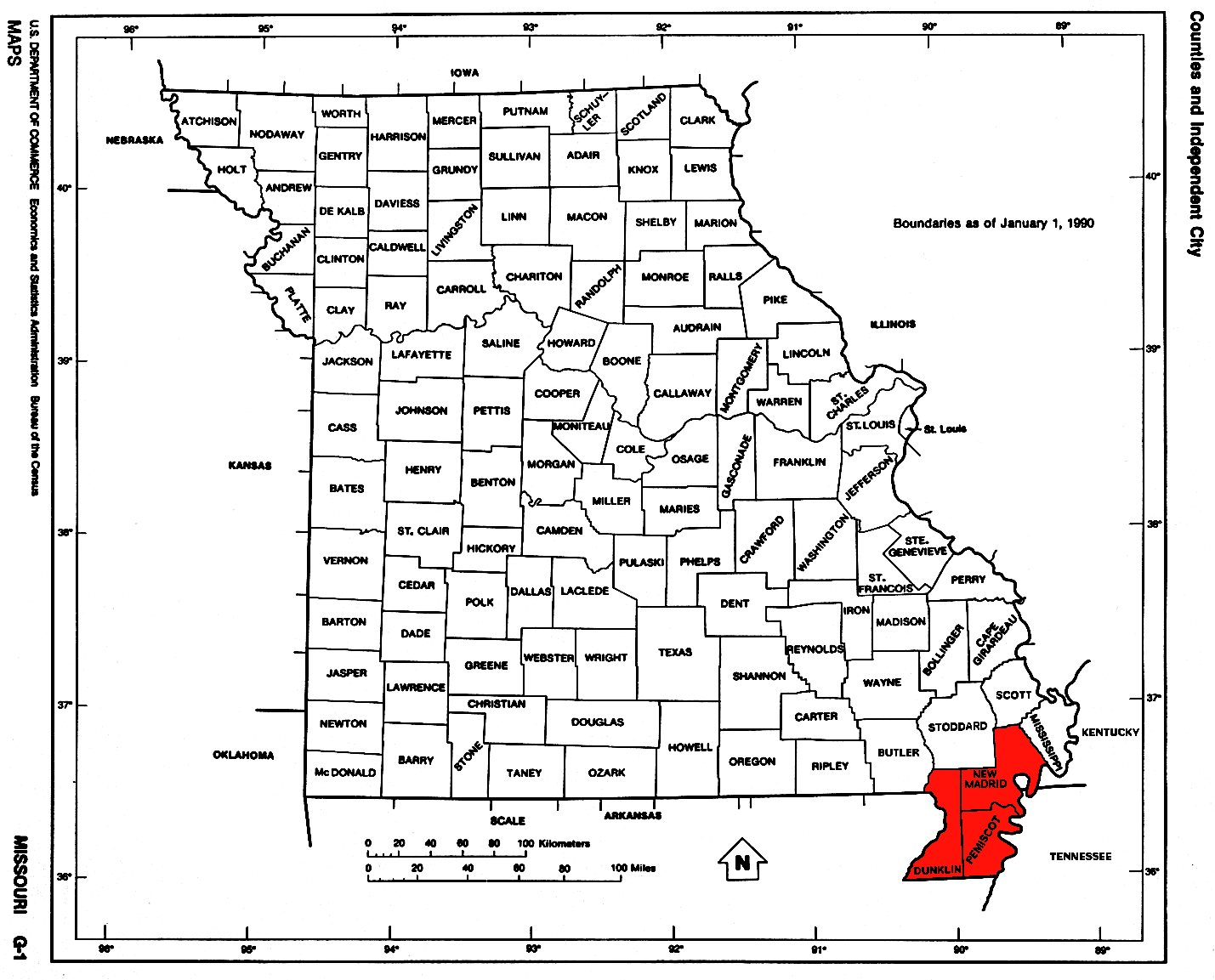
ميسوري Bootheel.

- Bootheel
- تشريح حتى السهول
- كانساس سيتي متروبوليتان المنطقة
- حزام الرصاص
- ليتل ديكسي
- تتبع ناتشيز
- أوزاركس
- سانت لويس متروبوليتان المنطقة

### مونتانا
- جبال القرن الكبير
- شرق مونتانا
- مسطح الرأس
- البلد الجليدي
- الحديقة الوطنية الجليدية
- التسميات الإقليمية لمونتانا
- جنوب وسط مونتانا
- جنوب غرب مونتانا
- اثنين من الطب
- غرب مونتانا
- منتزه يلوستون الوطنى

### نبراسكا

نبراسكا فانهاندل.

- نبراسكا بانهاندل
- شمال غرب نبراسكا
- باين ريدج
- حوض ماء المطر
- تلال رملية
- نبراسكا الجنوبية الشرقية
- جنوب وسط نبراسكا
- وايلدكات هيلز

### نيفادا
- بلاك روك الصحراء
- بحيرة تاهو
- لاس فيغاس فالي
- صحراء موهافي
- Pahranagat وادي
- سييرا نيفادا

### نيو هامبشاير
- كونيتيكت وادي النهر
- منطقة Dartmouth-Lake Sunapee (تتداخل مع وادي نهر كونيتيكت)
- منطقة غابات الشمال الكبرى
- منطقة البحيرات
- مريماك فالي
  - المثلث الذهبي
- منطقة مونادنوك (تتداخل مع وادي نهر كونيتيكت)
- ساحل البحر المنطقة
- الجبال البيضاء

### نيو جيرسي
- شمال جيرسي
  - Skylands
    - امويل فالي
    - منطقة Black Dirt (مشتركة مع نيويورك)
    - غريت فالي
      - ساسكس مقاطعة سنو حزام

    - هنتردون بلاتو
    - ريدج ووادي أبالاتشي
    - المرتفعات
    - سومرست هيلز
    - Sourlands

  - بوابة
    - ساحل الكيميائية / Soundshore
    - هدسون الواجهة البحرية
      - شمال هدسون

    - ميدولاندز
    - وادي باسكاك
    - راريتان بايشور
    - غرب هدسون
- جيرسي الوسطى
  - بايشور
  - جيرسي شور
  - منطقة الشاطئ
- جنوب جيرسي
  - منطقة الشاطئ
    - الرؤوس الشمالية
      - ريفييرا الايرلندية

    - الصنوبر بارنس

  - وادي ديلاوير
    - الصنوبر بارنس
    - Sourlands

  - الشاطئ الجنوبي
    - كيب ماي
    - الفسح
    - المدن الثلاثية (بريدجستون، ميلفيل، فينلاند)
    - حزام ثلاثي مقاطعة المزرعة

  - مدينة الأطلسي الكبرى
    - الصنوبر بارنس
    - الممر المركزي في منطقة بيدمونت

### المكسيك جديدة
- وسط نيو مكسيكو
- شرق نيو مكسيكو
- نيو مكسيكو Bootheel
- شمال نيو مكسيكو

### نيويورك
- وسط مدينة نيويورك
  - منطقة العاصمة نيويورك
  - ذا فايف بوروز (مدينة نيويورك)
  - جزيرة طويلة
    - مقاطعة ناسو
    - مقاطعة سوفولك
    - هامبتونز
    - نورث شور (جولد كوست)
    - ساوث شور

  - مقاطعة ويستتشستر
  - مقاطعة روكلاند
  - مقاطعة بوتنام
- شمال ولاية نيويورك
  - ممر قناة ايري
    - نظام قناة ولاية نيويورك
    - مسار قناة ولاية نيويورك

  - غرب نيويورك
    - شراء هولندا
    - حي محترق

  - بحيرات الأصابع

مناطق نيويورك كما حددتها وزارة التنمية الاقتصادية لولاية نيويورك.
1. غرب نيويورك - المقاطعات : نياجرا، إيري، تشاتوكوا، كاتاروجوس، أليغاني
2. بحيرات الأصابع - المقاطعات : أورليانز، جينيسي، وايومنغ، مونرو، ليفينغستون، وين، أونتاريو، ييتس، سينيكا
3. الطبقة الجنوبية - المقاطعات : ستوبين، شويلر، تشيمونج، تومبكينز، تيوجا، تشينانجو، بروم، ديلاوير
4. وسط نيويورك - المقاطعات : كورتلاند، كايوجا، أونونداغا، أوسويجو، ماديسون
5. شمال البلد - المقاطعات : سانت لورانس، لويس، جيفرسون، هاميلتون، إسيكس، كلينتون، فرانكلين
6. وادي الموهوك - المقاطعات : أونيدا، هيركيمير، فولتون، مونتغمري، أوتسيغو، شوهاري
7. منطقة العاصمة - المقاطعات : ألباني، كولومبيا، غرين، وارن، واشنطن، ساراتوجا، شينيكتادي، رينسيلار
8. وادي هدسون - المقاطعات : سوليفان، أولستر، دوتشيس، أورانج، بوتنام، روكلاند، وستشستر
9. مدينة نيويورك - المقاطعات (الأحياء): نيويورك (مانهاتن)، برونكس (ذا برونكس)، كوينز (كوينز)، كينجز (بروكلين)، ريتشموند (جزيرة ستاتن)
10. لونغ آيلاند - المقاطعات : ناسو، سوفولك

  - البلد السابق لتخزين الجلود (أصبح الآن منطقة وسط نيويورك)
  - وسط نيويورك
    - منطقة وسط نيويورك العسكرية
    - فيلبس وجورهام شراء
    - سيراكيوز منطقة العاصمة

  - موهوك فالي
  - الطبقة الجنوبية
  - منطقة العاصمة
  - بلاد الشمال
    - جبال آديرونداك
      - آديرونداك بارك

    - بلد التزلج
    - ألف جزيرة
    - الساحبة هيل

  - جبال كاتسكيل
    - حزام بورشت

  - وادي هدسون
    - شاونجكونج ريدج
    - منطقة Black Dirt (مشتركة مع نيو جيرسي)

### شمال كارولينا
- ولاية كارولينا الشمالية الغربية
  - سفوح المنطقة
    - الجبال الجنوبية
    - ذا يونيفور (منطقة وادي كاتوبا)

  - بلد مرتفع (منطقة بون)
  - أرض السماء
    - منطقة آشفيل متروبوليتان
      - جبال الصخور الكبير

    - جبال بلو ريدج
      - جبال سوداء
      - جبال فرشى
      - جبال بلسم الكبرى
      - جبال اوناكا
      - جبال Unicoi

    - سموكي جبال كبيرة
      - تينيسي فالي
- شمال كارولينا الوسطى
  - بيدمونت الهلال
    - متروبوليتان شارلوت (مترولينا)
      - منطقة بحيرة نورمان

    - متروبوليتان بيدمونت ترياد
      - جبال سوراتاون
      - جبال أوهيرى
      - وادي يدكين

  - البحث المثلث
    -       - وادي الأمل الجديد
      - مثلث الشرق
- ولاية كارولينا الشمالية الشرقية
  - منطقة فايتفيل الحضرية
  - البنوك الداخلية
    - ألبيمارلي

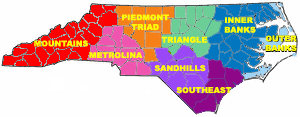
مناطق ولاية كارولينا الشمالية.

    - منطقة التنمية الاقتصادية العالمية TransPark
    - مياه المد

  - خوف الرأس السفلي (منطقة ويلمنجتون)
  - بنوك خارجية
    - كريستال كوست
      - بوج البنوك
      - أسفل الشرق

  - تلال رملية

### شمال داكوتا
- الأراضي الوعرة
- ميسوري الجرف
- ممر نهر ميسوري
- وادي النهر الأحمر

### جزر مريانا الشمالية

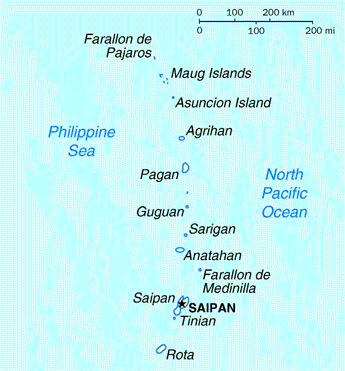
جزر مريانا الشمالية

- الجزر الشمالية
  - Alamagan
  - Anatahan
  - Agrihan
  - جزيرة أسونسيون
  - فارالون دي ميدينيلا
  - فارالون دي باجاروس
  - Guguan
  - جزر موغ
  - الوثني
  - Sarigan
- محكمة إستئناف اكليركية
- سايبان
- تينيان

### أوهايو
- هضبة ألغيني
- الآبالاش أوهايو

The area roughly covered by the Great Black Swamp

- سينسيناتي الشمالية كنتاكي منطقة العاصمة
- كولومبوس، أوهايو منطقة العاصمة
- كونيكتيكت ويسترن ريزيرف (تاريخية، الآن منتهية)
- Great Black Swamp (مشترك مع Indiana)
- جزر بحيرة ايري
- ميامي فالي
- شمال شرق أوهايو (غالبًا ما يستخدم بالتبادل مع كليفلاند الكبرى، ولكنه يشمل أيضًا مقاطعات أشتابولا، بورتاج، سوميت، ترمبل، ماهونينج وكولومبيانا.)
- شمال غرب أوهايو

### أوكلاهوما

أوكلاهوما بانهاندل.

- أوكلاهوما الوسطى
- شيروكي أوتليت
- البلد الأخضر
- Kiamichi البلد
- ليتل ديكسي
- شمال غرب أوكلاهوما
- تسول
- جنوب وسط أوكلاهوما
- جنوب غرب أوكلاهوما

### ولاية أوريغون

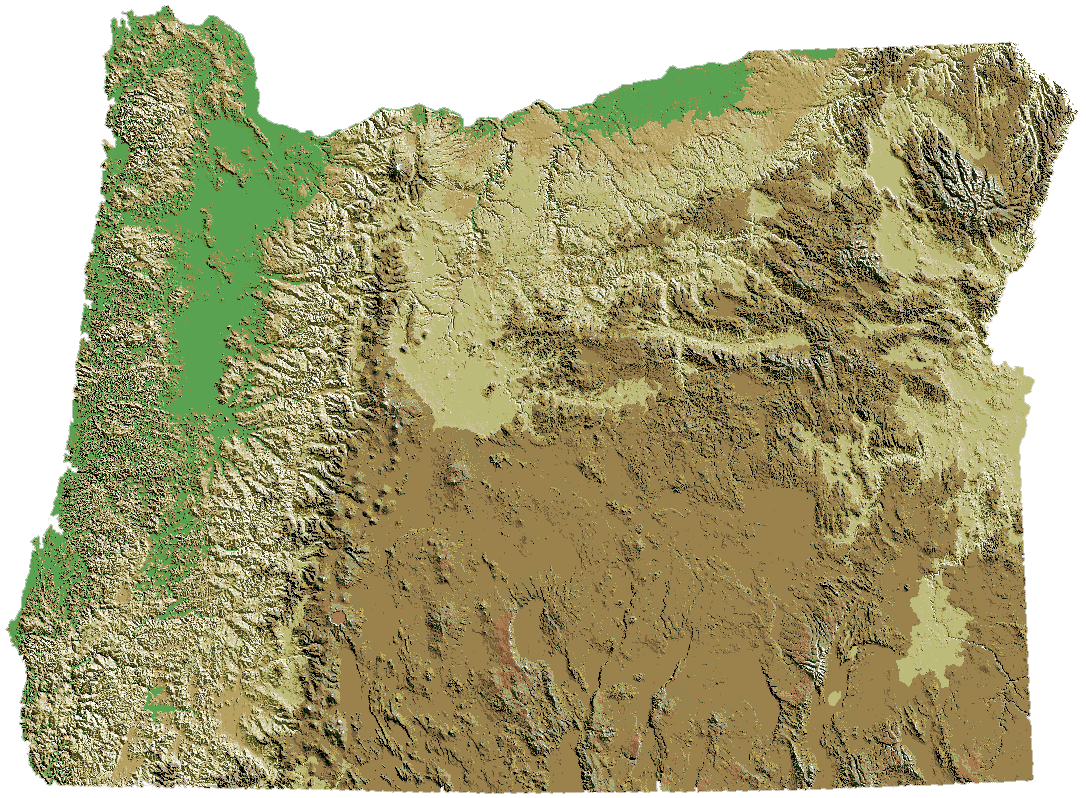
تضاريس أوريغون.

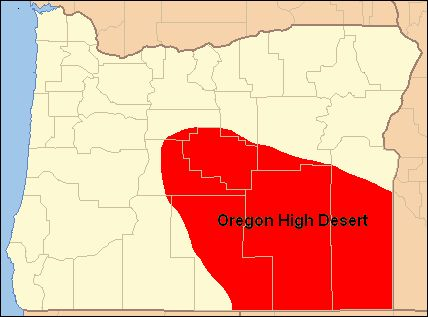
أوريغون في الصحراء العليا.

- سلسلة تتالي
- وسط ولاية أوريغون
- هضبة كولومبيا
- نهر كولومبيا
- نهر كولومبيا الخانق
- ولاية أوريغون الشرقية
- أوزة ليك فالي
- هارني حوض
- صحراء عالية
- هود ريفر فالي
- جبل هود الممر
- شمال غرب ولاية أوريغون
- ساحل أوريغون
- بالاوس
- منطقة العاصمة بورتلاند
- روغ فالي
- جنوب ولاية أوريغون
- وادي الكنز
- وادي تالاتين
- وارنر فالي
- ولاية أوريغون الغربية
- ويلاميت فالي

### بنسلفانيا
- غابة ألغيني الوطنية
- منطقة الفحم
- كمبرلاند فالي
- وادي ديلاوير
- الدولة الهولندية
- جبال لا نهاية لها
- منطقة المرتفعات
- لوريل هايلاندس
- ليهاي فالي
- الخط الرئيسي
- الطبقة الشمالية
- شمال شرق ولاية بنسلفانيا
- المنطقة الشمالية الغربية
- بيتسبرغ منطقة العاصمة
- بوكونوس
- جنوب وسط بنسلفانيا
- وادي سسكويهانا
- ولاية بنسلفانيا الغربية
- وادي وايومنغ (منطقة سكرانتون / ويلكس بار)

### بورتوريكو

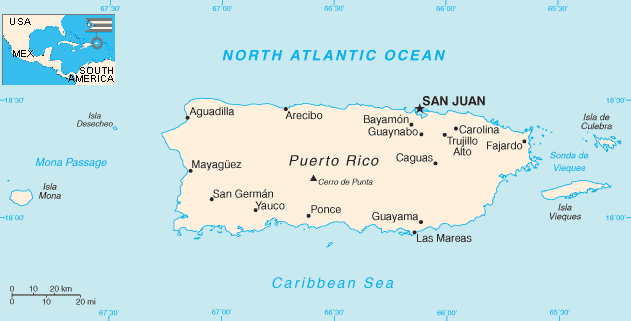
بورتوريكو

- كاجا دي مويرتوس
- كوليبرا
- جزيرة ديتشيو
- جزيرة دي منى
- بورتوريكو (الجزيرة الرئيسية)
  - كورديليرا سنترال
  - ش يونك
- بيكيس

### جزيرة رود
- بلاكستون فالي
- بلوك ايلاند
- الخليج الشرقي
- الخليج الغربي
- مقاطعة الجنوب

### كارولينا الجنوبية
- لوكونتري
- ميدلاندز
- وUpstate

مواقع السفر / السياحة
- جراند ستراند
- بحيرة موراي البلد
- جزر لوكونتري آند ريزورت
- قديم 96 حي
- مقاطعة أولد الإنجليزية
- بول دي
- سانتي كوبر البلد

الفروق الجغرافية الأخرى
- جبال بلو ريدج
- منطقة العاصمة تشارلستون
- ساوث كارولينا الساحلية
- كولومبيا منطقة العاصمة
- بيدمونت
- روك هيل، ساوث كارولينا المجال
- Sandhills
- جزر البحر
- غرب اشلي

### جنوب داكوتا

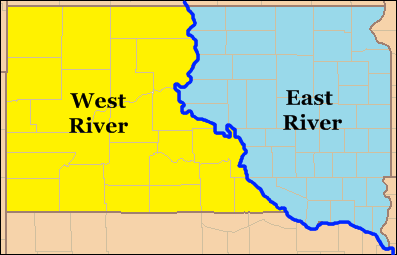
جنوب داكوتا
نهر الشرق ونهر الغرب

- النهر الشرقي والنهر الغربي، مقسوما على نهر ميسوري
- الأراضي الوعرة
- بلاك هيلز
- Coteau des Praises

### تينيسي
- شرق تينيسي
- تينيسي الأوسط
- غرب تينيسي

الفروق الجغرافية الأخرى:
- حافة المرتفعات
- حوض ناشفيل
- تينيسي فالي

### تكساس
- وادي برازوس
- وسط تكساس
  - تكساس بلاك لاند البراري
  - هيل البلد
- شاطئ الخليج
  - خليج جالفيستون
  - هيوستن الكبرى
- شرق تكساس
  - بيني وودز وشمال شرق تكساس
- شمال تكساس
  - دالاس - فورت وورث متروبلكس
  - Texoma
- جنوب تكساس
  - بلد البعثة
  - ريو غراندي فالي
- جنوب شرق تكساس
  - المثلث الذهبي
  - هيوستن الكبرى

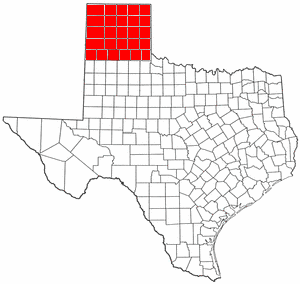
تكساس بانهاندل.

- تكساس الغرب الأوسط / غرب وسط تكساس (بما في ذلك أبيلين وسان أنجيلو وبراونوود وتكساس)
- تكساس أوربان تراينجل (هيوستن إلى سان أنطونيو إلى دالاس فورت وورث)
- غرب تكساس
  - كونشو فالي
  - إدواردز بلاتو
  - Llano Estacado (جزء من شمال غرب تكساس)
  - حوض بيرميان
  - السهول الجنوبية (تشمل 24 مقاطعة جنوب تكساس بانهاندل وشمال حوض البرمي)
  - تكساس بانهاندل (في الصورة)
  - عبر بيكوس
  - السهول الكبرى

### جزر الولايات المتحدة البعيدة الصغيرة
- جزيرة بيكر
- جزيرة هاولاند
- جزيرة جارفيس
- جزيرة جونستون
- كينجمان ريف
- ميدول أتول
- جزيرة نافاسا [note 2]
- تدمر اتول
- جزيرة ويك [note 3]

### يوتا
- وادي الكاش
- كولورادو بلاتو
- ديكسي
- العظمى سولت لايك الصحراء
- صحراء موهافي
- سان رافائيل سويل
- جنوب شرق ولاية يوتا
- يوتا الجنوبية الغربية
- جبال Uinta
- واسات العودة
- اساتش الجبهة
- Wasatch المدى

### فيرمونت
- بيرلينجتون منطقة العاصمة
- وادي شامبلين
- الجبال الخضراء
- جبل مانسفيلد
- المملكة الشمالية الشرقية

### جزر فيرجن
- الجزر الصغيرة في جزر فيرجن الأمريكية
- سانت كروا
- القديس يوحنا
- سانت توماس

### فرجينيا

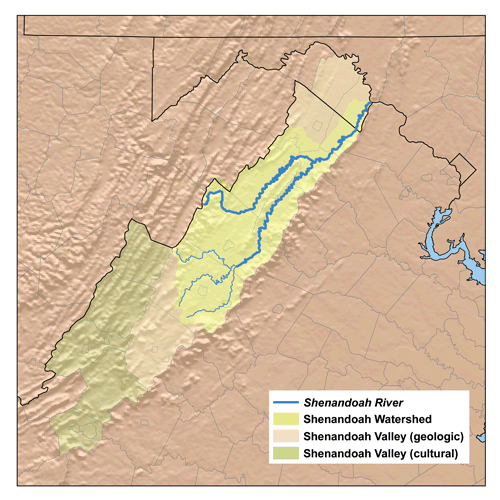
خريطة لوادي شيناندواه.

- الشاطئ الشرقي
- هامبتون الطرق
- مثلث تاريخي
- منطقة بيدمونت في فرجينيا
- الرقبة الشمالية
- فرجينيا الشمالية
- ريتشموند الكبرى
- شيناندواه فالي
- جنوب هامبتون الطرق
- ساوثسايد فرجينيا
- جنوب غرب فرجينيا
- مياه المد
- ثلاثي المدن
- شبه جزيرة فرجينيا

### واشنطن
- وسط واشنطن
- هضبة كولومبيا
- واشنطن الشرقية
- شبه جزيرة كيتساب
- شبه جزيرة لونج بيتش
- أوكاناغان البلد
- الجبال الاولمبية
- شبه الجزيرة الأولمبية
- صوت بوجيه
- جبال صخرية
- جزر سان خوان
- وادي سكاجيت
- جنوب غرب واشنطن
- ثلاثي المدن
- والا والا وادي
- واشنطن الغربية
- وادي ياكيما

### فرجينيا الغربية
- الفهود الشرقية
- شمال وسط غرب فرجينيا
- الفهود الشمالية
- مرتفعات بوتوماك
- جنوب غرب فرجينيا

### ولاية ويسكونسن

يمكن تقسيم ولاية ويسكونسن إلى خمس مناطق جغرافية.
- سهل الوسطى
- الجسور الشرقية والأراضي المنخفضة
- بحيرة سوبريور لاند
- المرتفعات الشمالية
- المرتفعات الغربية

### وايومنغ
- حوض كبير
- مسحوق نهر البلد

## قوائم الإقليمية الأخرى

مناطق الكشافة في أمريكا عام 1992

مناطق الكشافة الأمريكية
- المنطقة الوسطى
- المنطقة الشمالية الشرقية
- المنطقة الجنوبية
- المنطقة الغربية

## الملاحظات
1. ↑  Claimed by توكيلاو[14]
2. ↑  Claimed by هايتي

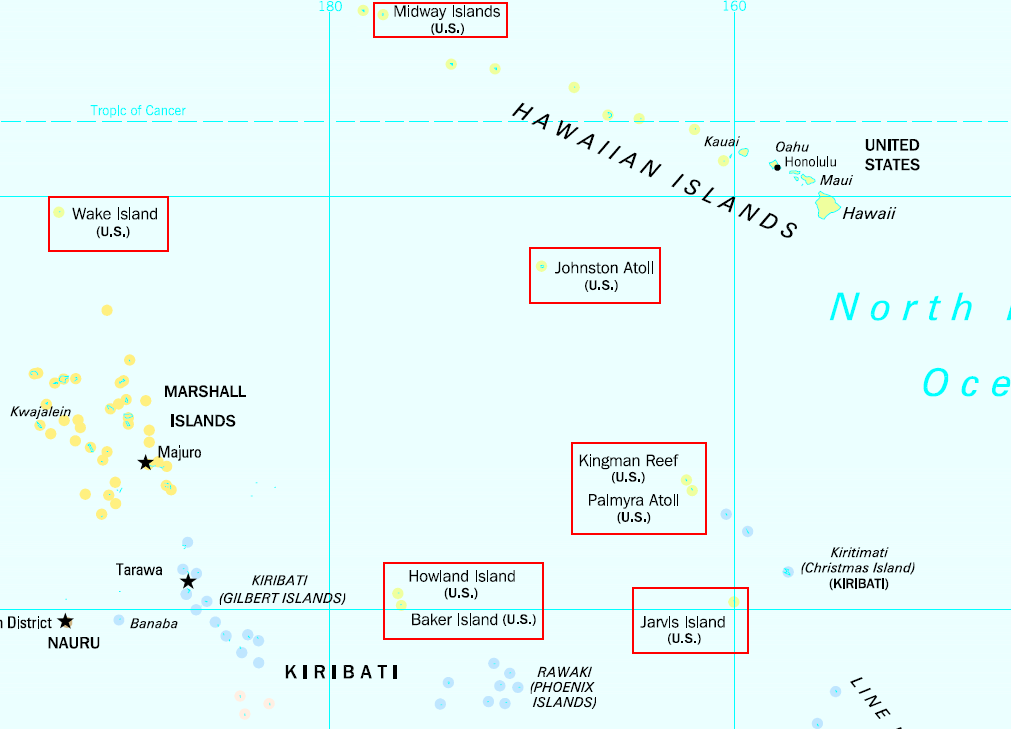
جزر الولايات المتحدة البعيدة الصغيرة (جزيرة نافاسا ليست على الخريطة)

3. ↑  Claimed by the جزر مارشال

## روابط خارجية
- مكتبة الولايات المتحدة خريطة الكونغرس للمناطق الولايات المتحدة